# Damarabaumhopf

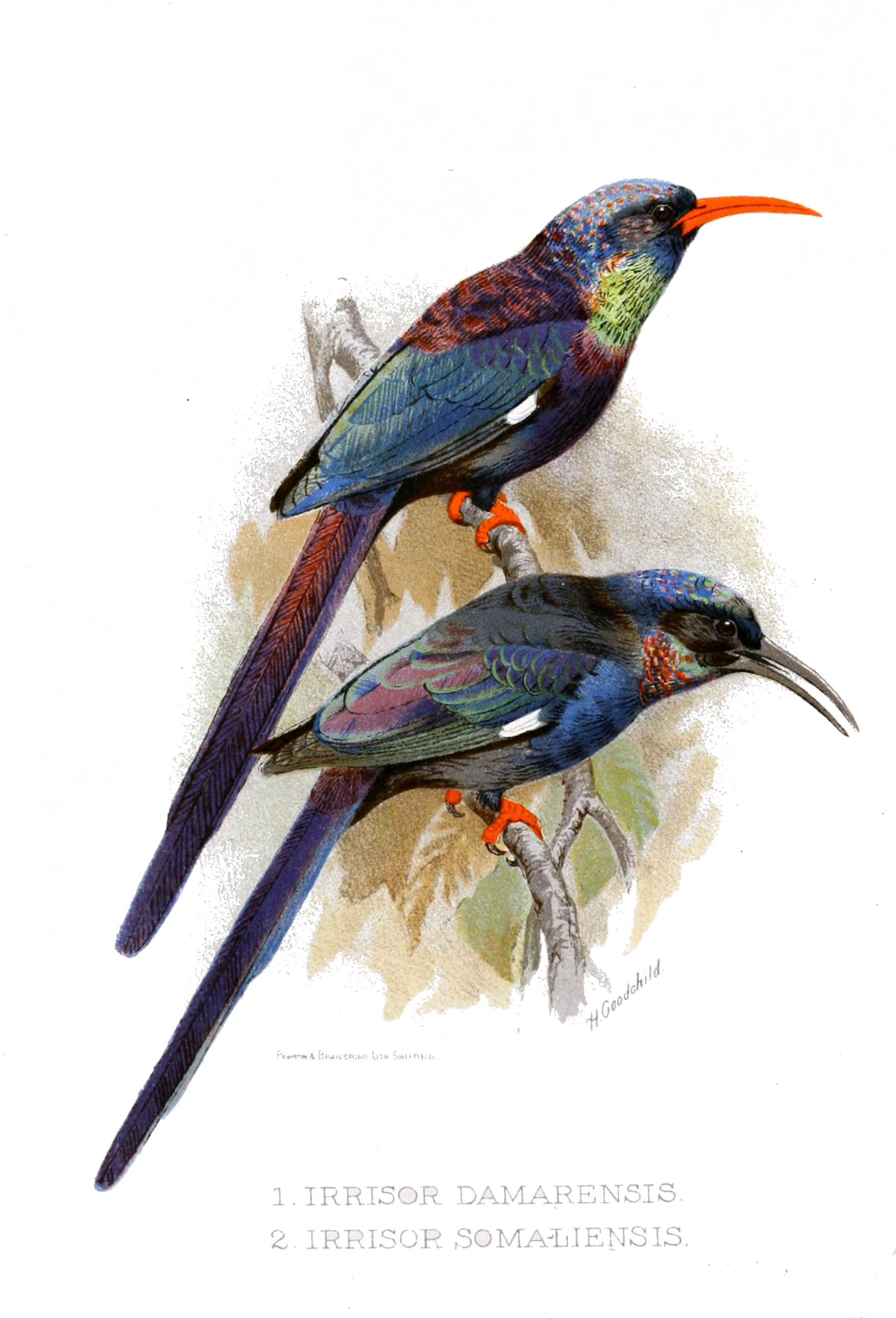
Damarabaumhopfe, Illustration

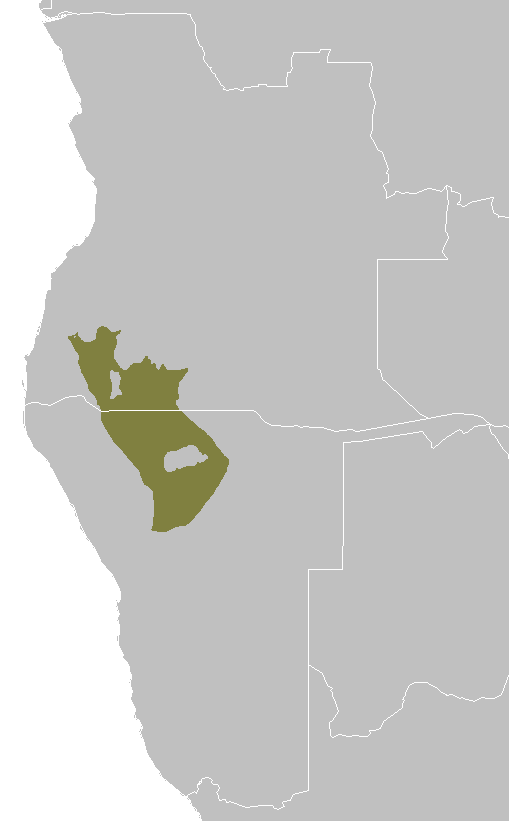
Verbreitungskarte

Der Damarabaumhopf (Phoeniculus damarensis), auch Steppenbaumhopf, ist ein Vogel aus der Familie der Baumhopfe (Phoeniculidae).
Der Vogel kommt in Angola und Namibia vor.
Der Lebensraum umfasst trockene dornbusch- und akazienbestandene Savanne, häufig in der Nähe von Wasserläufen und Palmen bis 1500 m.
Das Artepitheton bezieht sich auf Damaraland in Namibia.

## Merkmale
Die Art ist 34 bis 40 cm groß und wiegt zwischen 72 und 96 g. Die Flügelspannweite liegt bei 142 bis 164 mm. Das Weibchen ist etwas kleiner und hat einen kürzeren, weniger gekrümmten Schnabel, auch ist der beim Männchen braune Kehlfleck schwarz. Der Vogel ist ziemlich dunkel und massig, größer als der Baumhopf (Phoeniculus purpureus) mit deutlich längerem Schwanz. Diese beiden Arten kommen auch als gemischte Jagdgemeinschaft vor. Das Gefieder schimmert bei günstigem Licht violett, nicht flaschengrün an Kopf, Mantel und Rücken. Auch der Schwarzschnabel-Baumhopf (Phoeniculus somaliensis) zeigt diesen Schimmer nicht. Kinn und Kehle sind bläulich-grün, die Brust kupferfarben, die Handschwingen tragen weiße Binden, an den äußeren Schwanzfedern finden sich subterminale weiße Flecken. Der Schnabel ist hellrot, eventuell schwarz an der Basis, die Iris ist dunkelbraun, die Füße sind hellrot.
Jungvögel sind blasser gefärbt, ohne Federglanz, der Schnabel ist schwarz und kürzer.

## Geografische Variation
Die Art wird meist als monotypisch und der Grantbaumhopf (Phoeniculus granti) als eigenständige angesehen.
„Birds of the World“ sieht den Grantbaumhopf (noch) als Unterart des Damarabaumhopfes an.

## Stimme
Der Ruf des Männchens wird als ähnlich dem des Baumhopfes (Phoeniculus purpureus), aber etwas langsamer und tiefer beschrieben.

## Lebensweise
Die Nahrung besteht überwiegend aus Insekten aller Art, von kleinen Echsen, aber auch aus Eiern aus den Nestern kleiner Vögel wie Webervögel (Ploceidae). Die Suche erfolgt bevorzugt entlang der Baumstämme und Äste, aber auch am Boden. Der Vogel ist gesellig, gern in Gruppen bis zu 12 Individuen, aber auch in gemischten Jagdgemeinschaften mit dem Baumhopf unterwegs.
Die Brutzeit liegt zwischen Dezember und April in Namibia und zwischen Juni und Juli in Angola. Die Art legt monogam, Bruthelfer wurden beobachtet.
Das Nest ist in einer Baumhöhle, wird mitunter wiederholt genutzt. Das Gelege besteht aus 2 bis 5 ovalen, hell bläulichen Eiern, die überwiegend vom Weibchen ausgebrütet werden.

## Gefährdungssituation
Die Art gilt als nicht gefährdet (Least Concern).